# 闾大肥
闾大肥（？—？），又作悅勃大肥，北魏將領，柔然人。一說僕浑子，大檀弟。

## 生平
魏道武帝时，和弟闾大埿倍頤率一族归顺北魏，迎娶華阴公主（《北史》作華陽公主），受爵位其思子、与弟奉为上賓，参与八議。魏明元帝即位，大肥为内都大官，爵位進侯。神瑞年間，为都将，在跋那山撃破越勒部。416年，再为都将，率禁兵討柔然，擒获大将莫孤渾。423年，随宜城王奚斤攻撃虎牢，大肥和娥清率十二軍出中道，攻克高平、金乡，東至泰山。兼摄使持節・安陽公，駐屯陳汝。425年，随奚斤出雲中白道撃破大檀，凱旋后为内都大官。出任使持節・冀州青州二州刺史，假滎陽公。召還为特進。再出为冀青二州刺史。召還为内都大官。427年，討夏主赫連昌，正式封为滎陽公。華阴公主死后，再娶濩泽公主。429年为都将撃破大檀。凱旋途中在渴侯山破東部高車巳尼陂。430年，攻撃夏国平涼。魏太武帝没来得及封大肥为王，大肥病死。追贈中山王，《赫連子悅妻閭炫墓誌》則是稱追贈「老生王」。 子閭賀早逝，大肥弟閭驎嗣爵位。

## 家族

### 弟
- 閭大埿倍頤，随闾大肥一起投靠北魏
- 闾驎，襲爵，第二任滎陽公，出任仇池鎮將。死后無子
- 闾凤，襲爵，第三任滎陽公，魏文成帝時為內都大官，出任鎮南將軍、肆州刺史。死后無子，荥阳公爵除

### 子
- 闾贺，死在之前，没有嗣爵
- 闾菩萨，晋阳公，闾炫祖父

## 延伸阅读
[在维基数据编辑]
 《魏書/卷30》，出自魏收《魏书》
 《北史·卷020》，出自李延壽《北史》